# Peter Cahensly

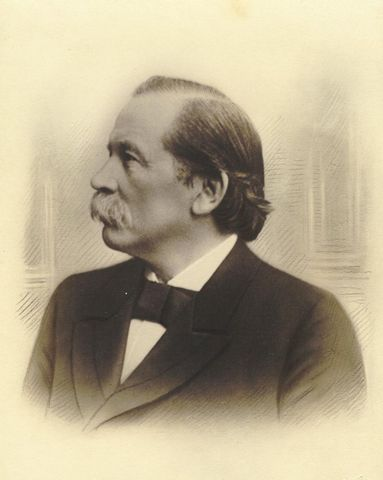
Cahensly Peter Paul

Peter Paul Cahensly (1838–1923), um comerciante alemão que vivia na cidade de Limburgo do Lano em Hesse. Ele era membro do Reichstag alemão e um rico oficial leigo da Igreja Católica Romana.
Durante 1866, Cahensly observou que os imigrantes alemães na América eram vulneráveis devido à pobreza ou isolamento cultural, e sugeriu ao Congresso Católico reunido em Trier que uma sociedade deveria ser estabelecida para a proteção sistemática dos emigrantes alemães tanto no local de partida quanto no porto de pouso. Ele alegou que muitos estavam encerrando seu relacionamento com o catolicismo romano, sendo parte do problema o domínio do catolicismo romano na América por clérigos irlandeses de língua inglesa que eram tipicamente antipáticos com a ideia de preservar a cultura alemã entre os imigrantes alemães, alguns dos quais começaram a frequentar congregações luteranas de língua alemã.
Como resultado de sua insistência, o Mainz Katholikentag de 1871 iniciou o St. Raphaelsverein zum Schutz deutscher katholischer Auswanderer  uma organização de ajuda aos emigrantes católicos alemães. As atividades do St. Raphaelsverein resultaram no aumento da polêmica sobre o "americanismo" da Igreja Católica nos Estados Unidos. Cahensly também pediu a reorganização da igreja nos Estados Unidos, particularmente a formação de paróquias com base na etnia e a nomeação de bispos alemães; tais ideias foram contestadas por muitos clérigos católicos irlandeses-americanos.
Quando, durante a década de 1920, a administração do Vaticano pediu a criação de um seminário afro-americano, a hierarquia americana reagiu fortemente ao que um bispo chamou de "cahenslyismo africano".